# Многообразие
Многообра́зие (топологическое многообразие) — локально евклидово пространство.
Евклидово пространство является самым простым примером многообразия.
Более сложным примером может служить поверхность Земли: возможно сделать карту какой-либо области земной поверхности, например, карту полушария, но невозможно составить единую (плоскую и без разрывов) карту всей её поверхности.
Исследования многообразий были начаты во второй половине XIX века, они естественно возникли при изучении дифференциальной геометрии и теории групп Ли. Тем не менее первые точные определения были сделаны только в 30-х годах XX века.
Обычно рассматриваются так называемые гладкие многообразия, то есть те, на которых есть выделенный класс гладких функций — в таких многообразиях можно говорить о касательных векторах и касательных пространствах. Для того чтобы измерять длины кривых и углы, нужна ещё дополнительная структура — риманова метрика.
В классической механике основным многообразием является фазовое пространство. В общей теории относительности четырёхмерное псевдориманово многообразие используется как модель для пространства-времени.

## Определения
{\displaystyle n}-мерное топологическое многообразие без края — это хаусдорфово топологическое пространство со счётной базой, в котором каждая точка имеет открытую окрестность, гомеоморфную открытому подмножеству {\displaystyle \mathbb {R} ^{n}}, то есть {\displaystyle n}-мерному евклидову пространству.
{\displaystyle n}-мерное топологическое многообразие[уточнить] — это хаусдорфово топологическое пространство со счётной базой, в котором каждая точка имеет окрестность, гомеоморфную открытому подмножеству замкнутого полупространства в {\displaystyle \mathbb {R} ^{n}} (считаем открытыми также объединения открытых подмножеств с пересечением их границы и граничной гиперплоскости).
- Точки, которые имеют открытую окрестность, гомеоморфную открытому подмножеству {\displaystyle \mathbb {R} ^{n}}, называются внутренними, а множество всех таких точек — внутренность многообразия (это всегда непустое множество).

- Дополнение к внутренности называется краем, это — {\displaystyle (n-1)}-мерное многообразие без края.

## Особенности определения
- Условие счётности базы эквивалентно тому, что многообразие вкладывается в евклидово пространство конечной размерности (то, что такое вложение существует, подтверждает теорема Уитни о вложении).
- Иногда вместо условия счётности базы используется более слабое условие паракомпактности пространства[1].
- Введённое здесь понятие края вовсе не равносильно понятию относительной границы в общей топологии.
- Требование хаусдорфовости может показаться излишним; пример пространства, которое локально гомеоморфно евклидовому, но при этом не хаусдорфово, можно построить склеиванием двух копий вещественной прямой по всем точкам, кроме одной.

## Гладкие многообразия
Гладкая структура, определённая ниже, обычно возникает в почти всех приложениях и при этом делает многообразие гораздо удобней в работе.
Для топологического многообразия {\displaystyle M} без границы картой называется гомеоморфизм {\displaystyle \varphi } из открытого множества {\displaystyle U\subset M} на открытое подмножество {\displaystyle \mathbb {R} ^{n}}. Набор карт, покрывающих всё {\displaystyle M}, называется атласом.
Если две карты {\displaystyle \varphi } и {\displaystyle \psi } накрывают одну точку в {\displaystyle M}, то их композиция {\displaystyle \varphi \circ \psi ^{-1}} задаёт отображение «склейки» из открытого множества {\displaystyle \mathbb {R} ^{n}} в открытое множество {\displaystyle \mathbb {R} ^{n}}. Если все отображения склейки из класса {\displaystyle C^{k}} (то есть {\displaystyle k} раз непрерывно дифференцируемых функций), то атлас называется {\displaystyle C^{k}} атласом (можно также рассматривать {\displaystyle k=\infty } или {\displaystyle \omega }, что соответствует бесконечно дифференцируемым и аналитическим склейкам).
Пример: сфера может быть покрыта {\displaystyle C^{\infty }}-атласом из двух карт на дополнениях северного и южного полюсов со стереографическими проекциями по отношению к этим полюсам.
Два {\displaystyle C^{k}} атласа задают одну {\displaystyle C^{k}}-гладкую структуру, если их объединение является {\displaystyle C^{k}}-атласом.
Для таких многообразий можно ввести понятия касательного вектора, касательного и кокасательного пространств и расслоений.
Для заданной {\displaystyle C^{1}}-гладкой структуры можно найти {\displaystyle C^{\infty }}-гладкую структуру, задаваемую новым {\displaystyle C^{\infty }}-атласом, который задаёт ту же {\displaystyle C^{1}}-гладкую структуру. Более того, все такие полученные таким образом многообразия являются {\displaystyle C^{\infty }}-диффеоморфными. Поэтому часто под гладкой структурой понимают {\displaystyle C^{1}}-гладкую структуру.
Не каждое топологическое многообразие допускает гладкую структуру.
Примеры таких «шершавых» многообразий появляются уже в размерности четыре. Также существуют примеры топологических многообразий, которые допускают несколько различных гладких структур. Первый такой пример нестандартной гладкой структуры, так называемая сфера Милнора, был построен Милнором на семимерной сфере.

## Примеры
- Простейший пример многообразия — это пространства {\displaystyle \mathbb {R} ^{n},\;\forall n\in [0,+\infty )}
- Окружность — это многообразие размерности 1. Вообще любой несамопересекающийся контур можно рассматривать как одномерное многообразие. Отметим, что для негладкого контура соответствующее отображение вложения в {\displaystyle \mathbb {R} ^{n}} не будет отображением гладких многообразий.
- Диск — это многообразие с краем[англ.].
- Любая двумерная поверхность без края является примером двумерного многообразия (сфера, тор, крендель, …). По известной топологической классификационной теореме, любое ориентируемое двумерное многообразие имеет вид сферы с несколькими приклеенными ручками.
- Лента Мёбиуса — это пример двумерного неориентируемого многообразия с краем. Пример неориентируемого двумерного многообразия без края — проективная плоскость (многообразие прямых в {\displaystyle \mathbb {R} ^{3}}). Отметим, что его невозможно вложить в {\displaystyle \mathbb {R} ^{3}}.
- Все указанные выше примеры многообразий можно наделить единственным образом гладкой структурой. В более высоких размерностях возможны, однако, разные гладкие структуры на одном и том же топологическом многообразии.
- Нетривиальные примеры многообразий любой размерности — проективные пространства {\displaystyle \mathbb {R} P^{n}} (многообразие прямых в {\displaystyle \mathbb {R} ^{n+1}}) и грассмановы многообразия {\displaystyle \mathrm {Gr} (k,n)} (многообразие {\displaystyle k}-мерных подпространств в {\displaystyle \mathbb {R} ^{n}}).

## Типы многообразий
- Замкнутое многообразие — компактное связное многообразие без края. Примеры: окружность, сфера, тор, бутылка Клейна.
- Открытое многообразие — некомпактное связное многообразие без края. Примеры: Евклидово пространство.

## Классификация многообразий
Каждое связное одномерное многообразие без границы гомеоморфно вещественной прямой или окружности.
Гомеоморфный класс замкнутой связной поверхности задаётся её эйлеровой характеристикой и ориентируемостью (если поверхность ориентируема, то это сфера с ручками, если нет, то связная сумма нескольких копий проективной плоскости).
Классификация замкнутых трёхмерных многообразий следует из гипотезы Тёрстона, которая была недавно доказана Перельманом.
Если размерность больше трёх, то классификация невозможна; более того, невозможно построить алгоритм, который определяет, является ли многообразие односвязным.
Тем не менее, существует классификация всех односвязных многообразий во всех размерностях ≥ 5.
Можно также классифицировать гладкие многообразия.
- В размерностях 1, 2 и 3 любая пара гомеоморфных многообразий является также диффеоморфной.
- В размерности 4 существуют примеры замкнутых многообразий, которые допускают бесконечное число неэквивалентных гладких структур, а открытые многообразия, как, например, {\displaystyle \mathbb {R} ^{4}}, допускают континуум различных гладких структур.
- В размерностях 5 и выше любое топологическое многообразие допускает не более чем конечное число неэквивалентных гладких структур.

## Дополнительные структуры
Часто гладкие многообразия оснащают дополнительными структурами. Вот список наиболее часто встречаемых дополнительных структур:
- Метрический тензор
- Симплектическая форма
- Комплексная структура

## Вариации и обобщения
- Орбиобразие
- Псевдомногообразие